# 열대우림법
열대우림법(熱帶雨林法, Tropical Forest Action Plan)은 1987년에 유엔, 세계은행 및 세계자원기구가 열대우림을 보전하자는 취지로 제안한 법안이다.